# 1989 Tatry
1989 Tatry (1955 FG) là một tiểu hành tinh vành đai chính được phát hiện ngày 20 tháng 3 năm 1955 bởi A. Paroubek và R. Podstanicka ở Skalnate Pleso Observatory.